# Oscilátor

Harmonický oscilátor s netlumenými kmity (závaží na pružině)

Kyvadlo s netlumenými kmity

Oscilátor (z lat. oscillo, kmitat) je systém nebo zařízení, schopné kmitavého pohybu, při němž se hodnoty určitých parametrů (poloha, rychlost, napětí atd.) periodicky opakují. Oscilátory mohou být mechanické, elektrické aj. a dělí se na harmonické (kyvadlo, závaží na pružině), kde je průběh kmitu charakterizován sinusoidou, relaxační s nesouměrným tvarem kmitů a další.

## Harmonický oscilátor

### Fyzika

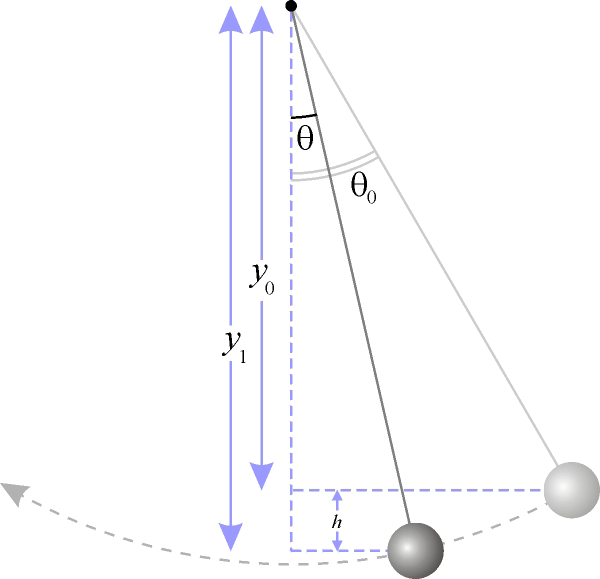
Příklad mechanického harmonického oscilátoru: Matematické kyvadlo

Ve fyzice jsou nejdůležitější harmonické oscilátory, u nichž se periodicky přeměňuje jedna forma energie v jinou a zpět. Příkladem může být matematické kyvadlo, hmotný bod zavěšený na výkyvném rameni. Při vychýlení do krajní polohy se polohová energie hmotného bodu zvýší a působením gravitace se bod začne pohybovat po oblouku do rovnovážné (svislé) polohy. V rovnovážné poloze se tato polohová energie zcela přeměnila v pohybovou energii a díky ní kyvadlo vykývne do krajní polohy na druhé straně. Tam se zastaví, protože pohybová energie se zcela přeměnila v polohovou a děj se opakuje. U závaží na pružině se podobně přeměňuje polohová energie závaží v energii závěsné pružiny a naopak.
Harmonický oscilátor lze obecně popsat rovnicí harmonického pohybu, která platí pro oscilátory mechanické i elektrické:
{\displaystyle {\frac {d^{2}q}{dt^{2}}}+\omega _{0}^{2}\;q(t)=0},
kde {\displaystyle \omega _{0}} je vlastní (kruhová) frekvence systému. Obecné řešení má tvar:
{\displaystyle q(t)=q_{m}\cos {(\omega _{0}t+\phi _{0})}},
kde {\displaystyle q_{m}} je amplituda kmitů a {\displaystyle \phi _{0}} je fáze v čase t=0.
Okamžitá poloha, rychlost i zrychlení hmotného bodu je dána sinusoidou, rychlost je nulová v krajních bodech, poloha a zrychlení v rovnovážném bodě. Znaménko rychlosti se mění v krajních bodech, znaménko zrychlení v rovnovážném bodě. Vlastní frekvence harmonického oscilátoru závisí pouze na jeho parametrech (u kyvadla jen na jeho délce) a je tedy přesně daná. Idealizované matematické kyvadlo nemá žádné ztráty, jeho kmity jsou netlumené a volné a nepotřebují žádnou další energii. Naproti tomu reálný oscilátor má vždy nějaké ztráty a jeho kmity jsou tlumené, tj. jejich amplituda se v čase zmenšuje. Pro dosažení netlumených kmitů se oscilátoru musí přivádět energie zvenčí.
Harmonický oscilátor je důležitý i v oblasti kvantové fyziky, viz Lineární harmonický oscilátor.

### Příklady harmonických oscilátorů

#### Mechanické
- Kyvadlo
- Torzní kyvadlo – vodorovná tyč se závažíčky na koncích, uprostřed zavěšená na pružném závěsu. Tyč se otáčí kolem závěsného bodu sem a tam.
  - Lihýř
  - Setrvačka
- Napjatá struna, která kmitá kolem klidové polohy.
- Píšťala, v níž kmitá sloupec vzduchu
- Zvon, gong

#### Elektrické
Elektrický harmonický LC oscilátor obsahuje rezonanční obvod sestavený z cívky a kondenzátoru a jeho kmitočet je určen Thomsonovým vztahem:
{\displaystyle f_{0}={\frac {1}{2\pi {\sqrt {LC}}}}}
V oscilátoru se proměňuje náboj kondenzátoru v energii elektromagnetického pole cívky a naopak. Vzhledem ke ztrátám je součástí oscilátoru zesilovací prvek (tranzistor atd.) a vlastní laděný obvod LC je obvykle zařazen do větve kladné zpětné vazby.
LC oscilátory se používají pro vysoké frekvence, LC obvod se často nahrazuje křemenným nebo keramickým výbrusem. Existuje řada různých zapojení:

LC oscilátor Colpits
LC oscilátor Hartley
LC oscilátor Meissner

## Relaxační oscilátor

Příklad elektronického oscilátoru, tzv. tranzistorový astabilní multivibrátor

Relaxační oscilátor vykonává periodické kmity, založené na nelineárním prvku. Tyto oscilátory nemohou kmitat volně, nýbrž potřebují trvalý přísun energie. Jejich frekvence závisí na přiváděné energii a dalších parametrech, není tedy příliš stálá, zato se dá snadno měnit a synchronizovat. Příkladem elektromechanického relaxačního oscilátoru může být elektrický zvonek nebo bzučák. Při zapojení proudu elektromagnet přitahuje kotvu s kontaktem. Když ji přitáhl, kontakt se přeruší, kotva odpadne a děj se může opakovat.
V elektronice to může být pozvolné nabíjení kondenzátoru přes odpor. Když napětí kondenzátoru dosáhne určité hodnoty, otevře se nelineární prvek (výbojka, dioda, tranzistor) a kondenzátor se vybije. Kmity nemají sinusový tvar a v různých bodech obvodu mají obvykle obdélníkový nebo trojúhelníkový tvar („pila“). Používají se často v digitální a počítačové technice aj.
Také cyklus spalovacího motoru lze chápat jako relaxační oscilátor. Podobné periodické procesy se často vyskytují v živých organismech, například srdeční tep a jiné procesy. Také ve společenských vědách a v ekonomii se popisují periodické procesy, které mají relaxační povahu.